# Grzegorz Halama

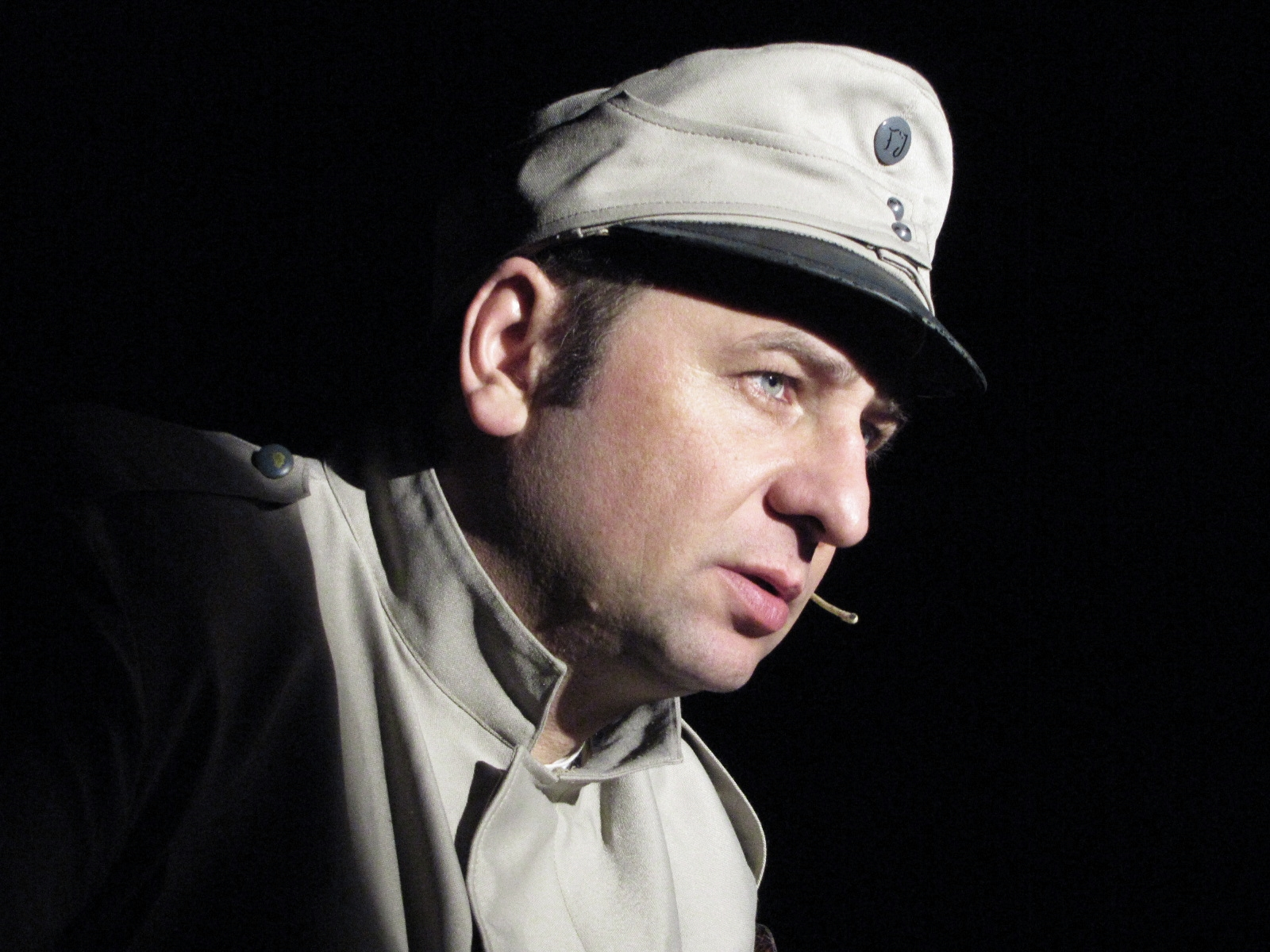
Grzegorz Halama

Grzegorz Halama (sinh ngày 2 tháng 1 năm 1970 tại Świdwin) là một nghệ sĩ giễu nhại và diễn viên cabaret người Ba Lan. Năm 1995, ông thành lập cabaret Grzegorz Halama Oklasky.

## Đời tư
Grzegorz Halama từng kết hôn với Dorota Halama, nhưng họ đã ly thân. Hai người có hai con: con gái Anna và con trai Piotr.

## Thành tích nghệ thuật

### Phim điện ảnh
- 1997: Robin Hood - czwarta strzała
- 1999: Sprawa honoru[2]
- 1999: Dr Jekyll i mr Hyde według wytwórni A'Yoy
- 2000: Umiesz tak?[2]
- 2000: W obronie kobiety[2]
- 2002: Nakręceni – Bogdan[2]
- 2002: Taki los[2]
- 2005: Kolska[2]
- 2008: Nie kłam kochanie - Chồng của Iza[2]
- 2009: Gwiazdy w czerni
- 2010: Polskie gówno - Czesław Skandal[2]

### Sân khấu truyền hình
- 2003: Pielgrzymi – Tài xế[3]

### Lồng tiếng
- 2004: RRRrrrr!!! – Zapowiadacz Nocy[2]
- 2005: Emilia
- 2007: 7 krasnoludków: Las to za mało - historia jeszcze prawdziwsza – Knedel[2]
- 2007: Było sobie porno

### Sê-ri phim truyền hình
- 2005–2009: Niania [2][4]
- 2008–2009: 39 i pół [2][4]
- 2010: Na dobre i na złe [5][6]
- Spadkobiercy[5]
- Từ 13 tháng 3 năm 2010: Tylko nas dwoje (Phiên bản Ba Lan của Just The Two of Us)

### Đạo diễn phim điện ảnh
- 1999: Archetypowy ojciec[2]
- 1999: Sprawa honoru[2]
- 2000: Umiesz tak?[2]
- 2002: Hepi Lord[2]
- 2002: Taki los[2]
- 2002: Igry nocne[2]
- 2002: Choroba[2]

### Nhà biên kịch
- 1999: Sprawa honoru[2]
- 1999: Archetypowy ojciec[2]
- 2000: Umiesz tak?[2]

### Nhiếp ảnh
- 2000: Umiesz tak?[2]

### Biên tập phim
- 2000: Umiesz tak?[2]

### Chương trình truyền hình
- 2007–2008 Clever - widzisz i wiesz [7]
- Tylko nas dwoje[5]

### Bài hát chế
- Śpiworki [8]

### Chương trình phát thanh
- Żule i bandziory - cùng Jarosław Jaros ở đài phát thanh Trójka